# Folke Fagerlind
Folke Fagerlind, född 2 mars 1907, död 18 mars 1996, var en svensk botaniker. Han disputerade 1937 vid Stockholms högskola och var senare professor i botanik, särskilt morfologi, vid Stockholms universitet. Han valdes 8 februari 1967 in som ledamot av Kungliga Vetenskapsakademin.
Under 1960-talet förädlade han rosor vid Bergianska trädgården för att utforska växters artbildning, vilket ledde fram till bland annat sorten Professor Fagerlind.